# Opona: Poslední případ Hercula Poirota
Opona: Poslední případ Hercula Poirota (v originále Curtain: Poirot’s Last Case) je detektivní román Agathy Christie, který vyšel v roce 1975, ovšem Christie jej napsala již začátkem druhé světové války.

## Hlavní postavy
| Postava             | Popis postavy                                                              |
| ------------------- | -------------------------------------------------------------------------- |
| Hercule Poirot      | známý belgický detektiv                                                    |
| Arthur Hastings     | Poirotův přítel a pomocník při vyšetřování vražd                           |
| plukovník Luttrell  | vlastník sídla Styles                                                      |
| paní Luttrellová    | žena pana Luttrella, spoluvlastník sídla Styles                            |
| slečna Coleová      | čtyřiatřicetiletá žena, známá Luttrellových                                |
| Boyd Carrington     | přítel Barbary Franklinové, skvělý střelec a vášnivý lovec                 |
| major Allerton      | čtyřicátník, mužům nesympatický, ale pro ženy velmi přitažlivý             |
| Judith Hastingsová  | dcera Hastingse a pomocnice ve Franklinově laboratoři                      |
| Barbara Franklinová | žena, která chce být za každou cenu středem pozornosti, je „vážně“ nemocná |
| John Franklin       | lékař, pracuje jako vědec v laboratoři, jeho práce je pro něj vším         |
| sestra Cravenová    | žena, která se stará o nemocnou paní Franklinovou                          |
| Norton              | milý chlapík, blázen do ptáků                                              |

## Obsah
Celý tento příběh, který se odehrává na zámku Styles, vypráví Arthur Hastings, Poirotův oddaný přítel. Hastings se na Poirotovo přání vydává na zámek Styles, kde spolu poprvé řešili vraždu. Netušil však, že se toto místo stane opět svědkem několika vražd…
Poté pozval Poirot Hastingse k sobě domů se slovy, aby vyřešili vraždu dříve, než se stane. Hastings nejdříve nechápal, proto mu Poirot předal novinové výstřižky posledních vražd se stejným motivem a zcela jasnými vrahy. Poirot ale tvrdil, že tyto vraždy mají něco společného a ti, co byli usvědčeni nebo se přiznali, nejsou opravdovými pachateli. V pozadí je totiž člověk, který má všechny tyto vraždy na svědomí a chystá se znovu udeřit. Poirot sice ví, kdo je pachatelem, ale nemá potřebné důkazy k jeho zadržení. Hastingsovi pravou identitu vraha neprozradí, mluví jen o jistém X. Poirot už je ale velmi starý a nemohoucí, nemůže sám téměř nic dělat, jediné, co mu dobře slouží, je jeho mozek. Má pouze sluhu Curtisse, jenž se o něj stará. Hastings má Poirotovi nahrazovat sluch a zrak, všímat si všeho a všech. Hastings ale pořád přemýšlí o pachateli X, i když mu Poirot řekl, že to pro něj není důležité.
Jedno odpoledne se posadí Hastings, Boyd Carrington, plukovník Luttrell a Norton na terasu u domu. Plukovník Luttrell zvedne pušku v domnění, že vidí králíka okusovat stromky a vystřelí, ozve se výkřik. Plukovník střelil svou ženu, ovšem jen do ramene. Hastings uvažoval o tom, co se stalo, a nakonec usoudil, že přesně takhle vypadaly všechny ty vraždy, o niž četl. Kdyby svou ženu ale zastřelil, pachatel by byl jasný. Druhý den pozve paní Franklinová Hastingse, Poirota a své ostatní přátele na kávu, další den ji najdou mrtvou. Po všech výpovědích(hlavně po Poirotově) prohlásí, že spáchala sebevraždu. Viděl ji totiž, jak odnáší nějakou lahvičku z manželovy laboratoře, jed fysonstigmin, jehož účinky její manžel v laboratoři prokazoval. Hastings podezírá Allertona, je mu nesympatický a ještě se s ním o tom nechce bavit. Hastings stále nemůže přijít na pachatele, podezřelí jsou všichni.
Následující den ale nastává velké překvapení, Northona najdou zastřeleného v zamčeném pokoji. Vypadá to na sebevraždu, otázky ovšem vzbuzuje to, že smrtelná střela šla přímo doprostřed čela a ne do spánku. Hastings vzápětí nalézá Hercula Poirota mrtvého. Po čtyřech měsících od Poirotovy smrti se Hastingsovi dostal do rukou Poirotův dopis, v němž se dozvěděl, kdo byl X a jak došlo ke všem vraždám. Vrahem byl nenápadný milovník ptáků, pan Norton. Poirot vysvětlil ve svém dopise Hastingsovi, jakou měly spojitost případy, o kterých četl, a jaký byl Norton ve skutečnosti podlý člověk. Nebyl přímo vrahem, ale všechny jeho oběti k jejich činům dohnal slovy. S plukovníkem Luttrellem to nevyšlo, tak přišla na řadu paní Franklinová. Ve skutečnosti vše bylo jinak – neměla zemřít ona, ale její manžel. Dala mu do kávy jed, avšak Hastings omylem kávy prohodil, když hledal nějakou knihu (otočil stolečkem), jed tedy vypila sama paní Franklinová. S Judith a Allertonem se její otec zmýlil. Judith totiž milovala Johna Franklina a po smrti jeho manželky jim už nic nebránilo být spolu a odjet dělat výzkum do Afriky. To ve svém dopise Poirot také zmínil, protože věděl, že v jeho příteli bude hlodat pochybnost, zda vrahem nebyla jeho dcera.
A nakonec to největší rozuzlení, jak a proč tedy zemřel Norton. Zastřelil ho sám Hercule Poirot. Nebyl tak nemohoucí, jak všem namluvil. Curtiss byl jeho novým sluhou, protože jeho původní sluha George věděl, že jeho pán může chodit a není na tom až tak špatně. Poirot zabil Nortona, protože jiný způsob řešení neměl. Věděl, že toto bude jeho poslední případ, a chtěl ho vyřešit. Rozhodl se, že až přijde jeho chvíle, nebude se pokoušet zachránit (nevezme si léky), ale pokorně nabídne svou duši Bohu. Po prodělání srdečního záchvatu zemřel.

## Česká vydání
- CHRISTIE, Agatha. Opona: Poslední případ Hercula Poirota. Překlad Marta Staňková. Praha: Odeon, 1979. 194 s.
- CHRISTIE, Agatha. Opona: Poslední případ Hercula Poirota. Překlad Veronika Volhejnová. Praha: Knižní klub, 2015. 197 s. ISBN 978-80-242-5077-9.
- CHRISTIE, Agatha. Opona: Poslední případ Hercula Poirota. Překlad Veronika Volhejnová. Praha: Knižní klub, 2015. 207 s. ISBN 978-80-242-5078-6.